# Alessio Raballo
Alessio Raballo Diaz (Torino, 9 settembre 2006) è un calciatore cubano con cittadinanza italiana, attaccante della Primavera del Torino e della nazionale cubana.

## Biografia
È nato in Italia da padre italiano e madre cubana.

## Carriera

### Club
Cresciuto nel settore giovanile della Torino, ha ricevuto la prima convocazione in prima squadra il 29 dicembre 2024 in occasione dell'incontro di Serie A contro l'Udinese. Nel febbraio del 2025 è stato ceduto in prestito al Parma.

### Nazionale
Il 10 marzo 2025 ha ricevuto la prima convocazione da parte della nazionale cubana ed il 20 marzo ha fatto il suo esordio nell'incontro di qualificazione per la CONCACAF Gold Cup contro Trinidad e Tobago.

## Statistiche

### Cronologia presenze e reti in nazionale
| Cronologia completa delle presenze e delle reti in nazionale ― Trinidad e Tobago | Cronologia completa delle presenze e delle reti in nazionale ― Trinidad e Tobago | Cronologia completa delle presenze e delle reti in nazionale ― Trinidad e Tobago | Cronologia completa delle presenze e delle reti in nazionale ― Trinidad e Tobago | Cronologia completa delle presenze e delle reti in nazionale ― Trinidad e Tobago | Cronologia completa delle presenze e delle reti in nazionale ― Trinidad e Tobago | Cronologia completa delle presenze e delle reti in nazionale ― Trinidad e Tobago | Cronologia completa delle presenze e delle reti in nazionale ― Trinidad e Tobago |
| Data                                                                             | Città                                                                            | In casa                                                                          | Risultato                                                                        | Ospiti                                                                           | Competizione                                                                     | Reti                                                                             | Note                                                                             |
| -------------------------------------------------------------------------------- | -------------------------------------------------------------------------------- | -------------------------------------------------------------------------------- | -------------------------------------------------------------------------------- | -------------------------------------------------------------------------------- | -------------------------------------------------------------------------------- | -------------------------------------------------------------------------------- | -------------------------------------------------------------------------------- |
| 21-3-2025                                                                        | Santiago di Cuba                                                                 | Cuba                                                                             | 1 – 2                                                                            | Trinidad e Tobago                                                                | Qual. Gold Cup 2025                                                              | -                                                                                | 68’                                                                              |
| 25-3-2025                                                                        | Couva                                                                            | Trinidad e Tobago                                                                | 4 – 0                                                                            | Cuba                                                                             | Qual. Gold Cup 2025                                                              | -                                                                                |                                                                                  |
| 6-6-2025                                                                         | St. John's                                                                       | Antigua e Barbuda                                                                | 0 – 1                                                                            | Cuba                                                                             | Qual. Mondiali 2026                                                              | -                                                                                | 86’                                                                              |
| 10-6-2025                                                                        | Santiago di Cuba                                                                 | Cuba                                                                             | 1 – 2                                                                            | Bermuda                                                                          | Qual. Mondiali 2026                                                              | -                                                                                |                                                                                  |
| Totale                                                                           |                                                                                  | Presenze                                                                         | 4                                                                                |                                                                                  | Reti                                                                             | 0                                                                                |                                                                                  |